# Cezar, măscăriciul piraților
Cezar, măscăriciul piraților  sau Capcana sau Cine îndrăznește să verifice dacă împăratul are chelie falsă este o piesă de teatru a autorului român Dumitru Radu Popescu. A avut premiera la 1 noiembrie 1968 în regia lui Ion Deloreanu.

## Prezentare
Pe un vas de pirați, un ins autointitulat Cezar are neagra fantezie de a-și înscena moartea în Senat. Piesa de teatru se bazează pe un eveniment real consemnat în Vieți paralele de Plutarh: răpirea lui Cezar de către un grup de pirați.  Plutarh  descrie modul în care Cezar i-a amuzat pe răpitorii săi, scriind și recitând poezii și discursuri; pe cei cărora nu le plăceau îi cataloga  neciopliți și barbari și îi amenința, râzând, că-i spânzură. Pirații se amuzau pe seama faptelor lui Cezar, considerând îndrăzneala lui drept nebunie, simplitate și glumă.

## Personaje
Personaje și actorii premierei:
- Cezar:  Jean Săndulescu
- Căpitanul:  Octavian Uleu
- Piele:  Ion Abrudan
- Grasul:  Ioan Pater
- Slabul:  Marcel Segărceanu
- Dânsa:  Ligia Moga
- Piratul chior:  Grig Schițcu
- Piratul beat:  Ion Martin

## Teatru radiofonic
- 2003 - Adaptare de Georgeta Răboj și Constantin Dinischiotu, regia artistică: Constantin Dinischiotu. Cu actorii: Dan Condurache, Virgil Ogășanu, George Ivașcu, Valentin Teodosiu, Petre Lupu, Emilia Popescu, Eugen Cristea, Alexandru Bindea, Sorin Gheorghiu, Dumitru Chesa, Gh. Pufulete. Regia de studio: Janina Dicu, regia muzicală: George Marcu, regia tehnică: Vasile Manta. [3][4]